# Sikorsky X2
Sikorsky X2 – eksperymentalny śmigłowiec amerykański firmy Sikorsky Aircraft będący demonstratorem technologii i rozwiązań konstrukcyjnych użytych w prototypowym śmigłowcu rozpoznawczym Sikorskiego S-97 Raider.

## Historia

### Geneza
Na początku lat 70. XX wieku firma Sikorsky wybudowała eksperymentalny śmigłowiec Sikorsky S-69 (XH-59) ABC (Advancing Blade Concept). Była to maszyna z podwójnym wirnikiem głównym (współosiowy układ dwuwirnikowy z przeciwbieżnymi wirnikami sztywnymi), napędzanym silnikiem turbinowym PT6T3 o mocy 1360 kW (1850 KM), bez śmigła ogonowego oraz z dwoma silnikami turboodrzutowymi J60-P-3A o ciągu 13,50 kN. Ideą przyświecającą budowie takiej maszyny była tzw. koncepcja nacierającej łopaty (Advancing Blade Concept). W klasycznym układzie wirnikowym, wirnik główny jest elementem tworzącym siłę nośną, ale również ją niwelującym. Przy dużych prędkościach cofająca się łopata wirnika głównego (obracająca się w kierunku przeciwnym do lotu śmigłowca) ma tendencję do przeciągnięcia. Końcówki szybko obracających się łopat często osiągają prędkości poddźwiękowe, powodując duży spadek sprawności łopaty. Kolejną barierą technologiczną charakterystyczną dla śmigłowców jest ich mniejsza prędkość maksymalna w porównaniu ze zdecydowaną większością używanych przez siły powietrzne samolotów. Maksymalna prędkość tego typu konstrukcji waha się na poziomie 300 - 350 km/h. Próby zwiększenia prędkości maksymalnej ograniczone są wytrzymałością mechaniczną wirnika na ogromne siły odśrodkowe działające na szybkoobracający się wirnik oraz wspominane przeciągnięcie cofających się łopat. Pierwszą próbą amerykańskiego przemysłu zwiększenia prędkości maksymalnej był projekt firma Lockheed Corporation, śmigłowiec Lockheed AH-56 Cheyenne, w którym obok klasycznego śmigła ogonowego, umieszczono drugie śmigło, zamontowane prostopadle do osi kadłuba, pełniące rolę śmigła pchającego, umożliwiającego osiąganie w locie dużej prędkości maksymalnej. Inną drogą poszedł Sikorsky Aircraft, który w konstrukcji S-69 zrezygnował z klasycznego śmigła ogonowego, budując maszynę ze współosiowym układem dwuwirnikowym. W takim układzie łopata obracająca się w kierunku lotu śmigłowca wytwarza siłę nośną, łopata cofająca się, obracająca się w kierunku przeciwnym do lotu śmigłowca, ustawiana jest na kąt natarcia bliski 0°, co w efekcie zapobiega efektowi przeciągnięcia łopaty (w klasycznym układzie wirnika, kat natarcia cofającej się łopaty wynosi ok. -10°). Kolejną cechą charakterystyczną łopat S-69 była ich zmienna wzdłuż rozpiętości cięciwa. Najmniejsza tuż przy osi wirnika, maksymalna w około 70% rozpiętości i zmniejszająca się w kierunku końca. Dodatkowe silniki odrzutowe pozwoliły maszynie na osiągnięcie prędkości 518 km/h, w klasycznym układzie śmigłowcowym. Bez ich użycia prędkość maksymalna wynosiła 296 km/h. Dwuwirnikowy, współosiowy układ miał również swoje wady: bardzo duży poziom drgań, duża masa przekładni i głowicy. Wady układu dwuwirnikowego zaowocowały powrotem do klasycznego, jednoosiowego wirnika w konstrukcji rozpoznawczo-szturmowego śmigłowca Boeing-Sikorsky RAH-66 Comanche. Niestety dla RAH-66 innowacyjność jego konstrukcji, zastosowane bardzo nowoczesne rozwiązania techniczne były przyczyną anulowania całego programu jego budowy. Koszty generowane przez cały program były zbyt duże i nieakceptowalne dla decydentów podejmujących decyzję o jego przyszłości.

### Projekt
"Niezniszczalnym", rozpoznawczym śmigłowcem United States Army jest używanym od półwiecza Bell OH-58 Kiowa. Kolejne próby zbudowania następcy kończyły się niepowodzeniami. Po RAH-66 w 2008 roku anulowany został program budowy kolejnego następcy wiekowej Kiowy, śmigłowca Bell ARH-70 Arapaho. Powody były te same co w przypadku RAH-66, rosnące lawinowo koszty całego programu. Niezrażona kolejnymi niepowodzeniami armia zainicjowała kolejny program mający na celu zbudowanie śmigłowca mogącego w przyszłości zastąpić OH-58, Army Aerial Scout (Uzbrojony Śmigłowiec Rozpoznawczy). Od połowy pierwszej dekady XXI wieku Sikorsky Aircraft pracuje nad koncepcją śmigłowca będącego kontynuacją układu konstrukcyjnego zastosowanego w śmigłowcu S-69. Efektem prowadzonych prac jest maszyna X2, którego program budowy wytwórnia Sikorski ogłosiła w czerwcu 2005 roku. W nowym projekcie zastosowano system sterowania Fly-by-wire przetestowany wcześniej na RAH-66. Skorzystano z doświadczeń zdobytych w programie budowy bezzałogowego śmigłowca rozpoznawczego (UAV - unmanned aerial vehicle ang. Bezzałogowy Aparat Latający), Sikorsky Cypher. Zastosowane rozwiązania pozwoliły zmniejszyć wibrację układu napędowego, przenoszone do wnętrza kabiny a tym samym bezpośrednio wpływającymi na komfort pracy załogi. Zrezygnowano z użycia dodatkowych silników odrzutowych. Ich rolę przejęło dodatkowe, sześciołopatowe śmigło pchające (użyte w tym samym celu w maszynie AH-56 Cheyenne), wytwarzające ciąg rzędu 6,7 kN. Oblot gotowego prototypu odbył się 27 sierpnia 2008 roku. Celem konstruktorów było osiągnięcie prędkości 462 km/h w locie poziomym. W lipcu 2009 roku po raz pierwszy w badaniach w locie użyte zostało śmigło pchające. W grudniu tego samego roku problemy techniczne związane z działaniem głównej przekładni zmusiły konstruktorów do jej przeprojektowania. 15 września 2010 roku udało się osiągnąć zakładaną prędkość maksymalną 460 km/h (nieoficjalny rekord świata maksymalnej prędkości jaką uzyskał śmigłowiec w locie poziomym). W płytkim locie nurkowym rzędu jednego, dwóch stopni, śmigłowiec leciał z prędkością 480 - 490 km/h. Maszyna spędziła w powietrzu 23 godziny, wykonując w sumie 23 loty.

## S-97 Raider
X2 nie jest docelową konstrukcją a służy jedynie zbadaniu technologii użytych w finalnym projekcie Sikorsky Aircraft jakim ma być nowy, lekki śmigłowiec rozpoznawczy budowany w ramach programu Army Aerial Scout, którego makieta została ujawniona w maju 2009 roku, konstrukcji oznaczonej jako S-97 Raider.